# مدينة حمد السكنية (غزة)

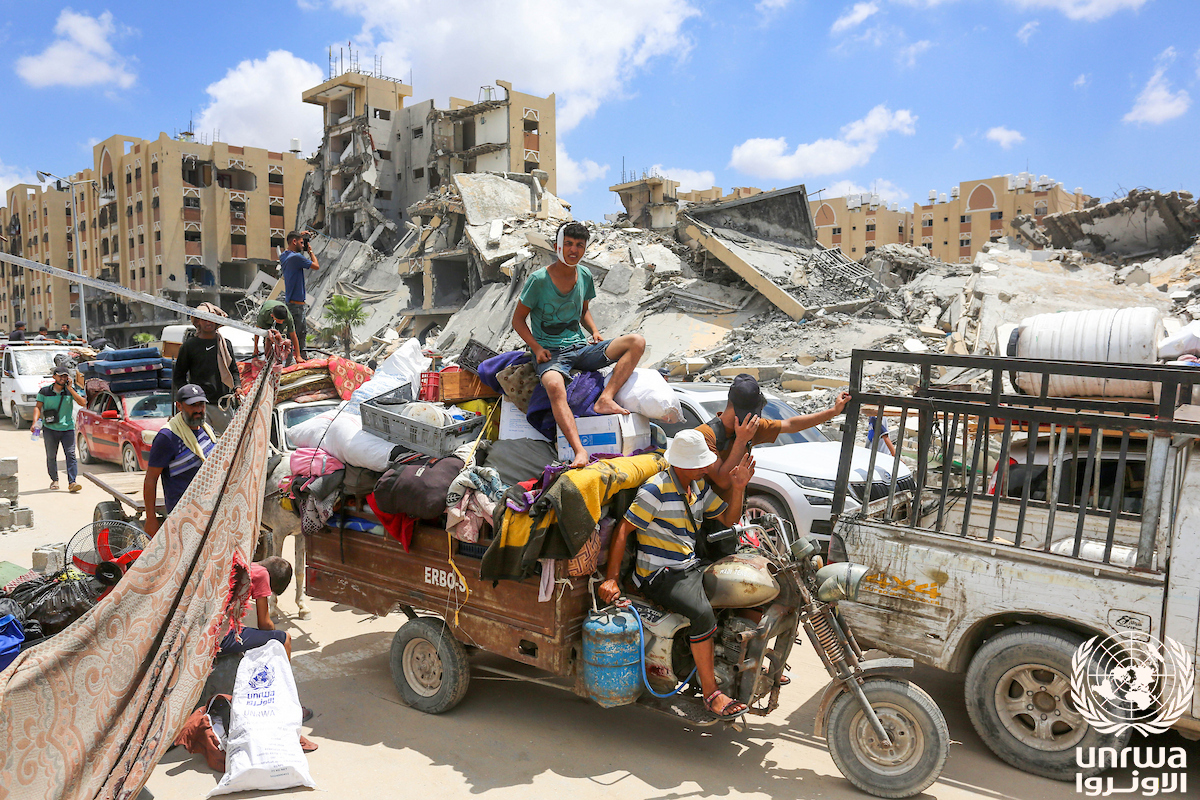
2024

مدينة حمد السكنية مدينة قيد الإنشاء في خانيونس، قطاع غزة. التي تبرع ببنائها الشيخ حمد بن خليفة ال ثاني أمير قطر السابق، بعد زيارته التاريخية عام 2012 لقطاع غزة،

## البداية
في ضل الأوضاع الاقتصادية الصعبة التي يمر بها قطاع غزة بسبب الحصار الإسرائيلي وزيادة أسعار الشقق السكنية وأرتفاع قيمة الاجور، ويعاني قطاع غزة بعجز يصل إلى 60 الف وحدة سكنية، فجائت فكرة بناء مدينة سكنية للفقراء واصحاب الدخل المحدود وبيع الشقق بسعر التكلفة وبالاقساط. وبمكرمة من أمير قطر السابق عند زيارته لغزة تبرع بكامل المبلغ لبناء هذه المدينة. وبالفعل بدأ العمل وأقترب المشروع من نهايته.

## الجغرافيا
يقع المشروع السكني لمدينة الشيخ حمد في اراضي المحررات في نفوذ مدينة خانيونس جنوب قطاع غزة، شمال شرق مدينة اصداء الاعلامية على مساحة 126 دونما تقريبا،

## أرقام واحصائيات
يقع المشروع السكني في أراضي المحررات على مساحة 126 دونماً ويتكون من 53 عمارة سكنية بارتفاع 5 طوابق، تحتوي على قرابة 3000 وحدة سكنية بثلاث مساحات مختلفة هي 100 و115 و130 متراً وسيتم توزيع المساحات بناء على رغبة المتقدمين وعدد أفراد الأسرة ومستوى الدخل الشهري.
وتم فتح باب التسجيل للمواطنين وسيتم توزيع الشقق عبر القرعة العلنية.. وفي هذه المرحلة تم تحويل 90 مليون دولار من قطر لتنفيذ المرحلة الثانية والثالثة في هذا المشروع وهي عبارة عن 2000 وحدة سكنية للمرحلتين.. وفتح هذا المشروع الكثير من فرص العمل لأهالي قطاع غزة التي تتفشى بينهم البطالة إذ سيمنح هذا المشروع 10 الاف فرصة عمل، وسيتم إنشاء جميع متطلبات الحياة داخل المدينة وفي المرحلة الأولى سيتم بناء مدرستين.. وفي وقت لاحق سيخصص مكان لمسجد وسوق ومحلات تجارية لتلبي احتياجات سكان المدينة،

## الحصار الإسرائيلي
بسبب الحصار الإسرائيلي المفروض على غزة منذ عام 2007 وتوقف ادخال مواد البناء لغزة توجه التجار لجلب مواد البناء عبر الانفاق لهذا المشروع ولغيره. وبعد عزل الرئيس المصري محمد مرسي قام الجيش المصري بتدمير الانفاق نهائيا مما أثر على استمرارية العمل بهذا المشروع. وتقوم وزارة الاشغال والعاملين على المشروع بالمناشدة للجهات المختصة بحل هذه الازمة حتى تستمر بالعمل بهذا المشروع،

## قصف أبراج حمد
في الثالث من شهر ديسمبر عام 2023 قام الاحتلال الاسرائيلي بقصف عدة أبراج في مدينة حمد بالطائرات المقاتلة
- محرقة غزة
- حصار غزة
- مشروع عامر
- قطر
- جدار مصر الفولاذي